# Balkankrokus
Crocus veluchensis är en irisväxtart som beskrevs av Herb.. Crocus veluchensis ingår i släktet krokusar, och familjen irisväxter. Inga underarter finns listade i Catalogue of Life.

## Bildgalleri

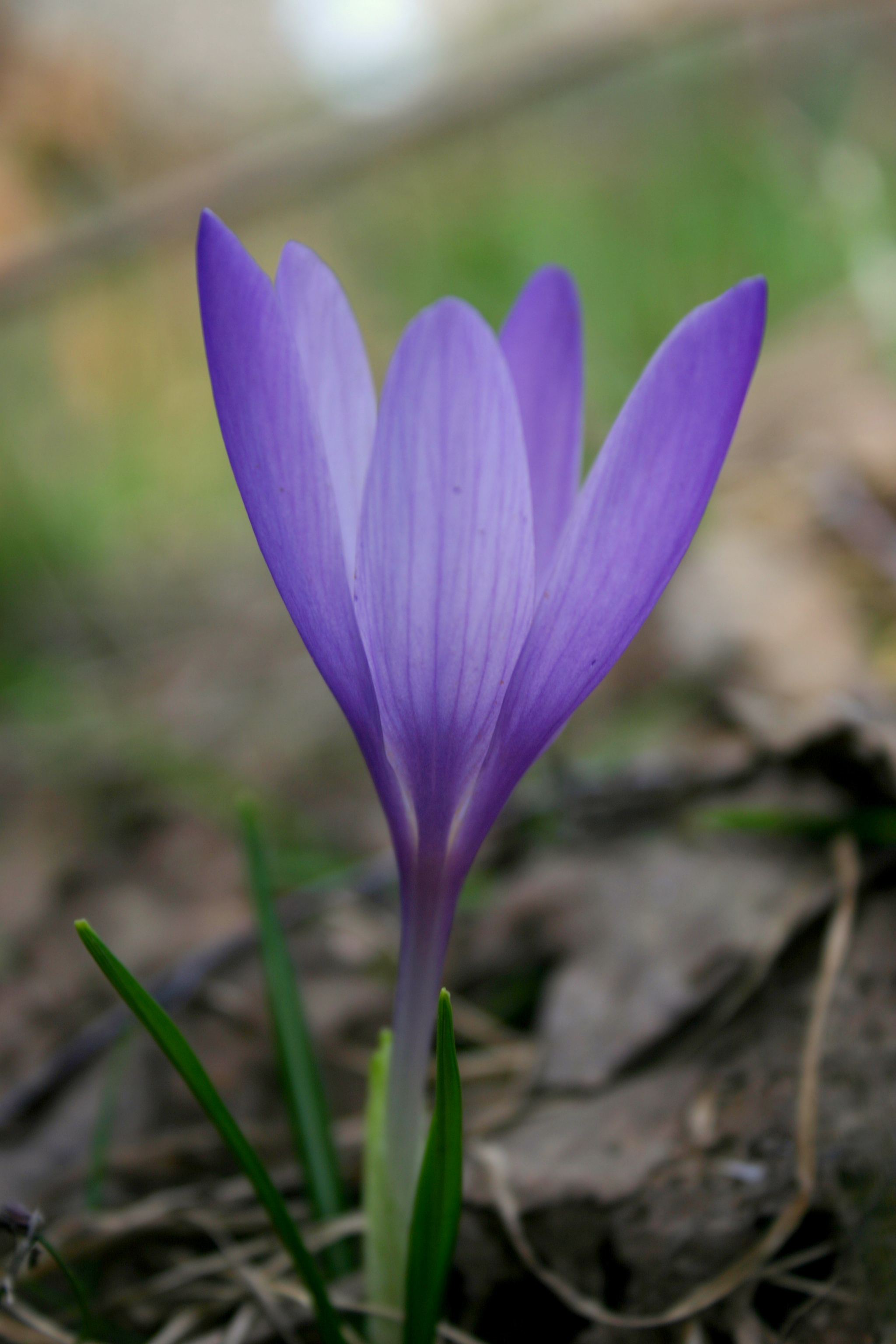
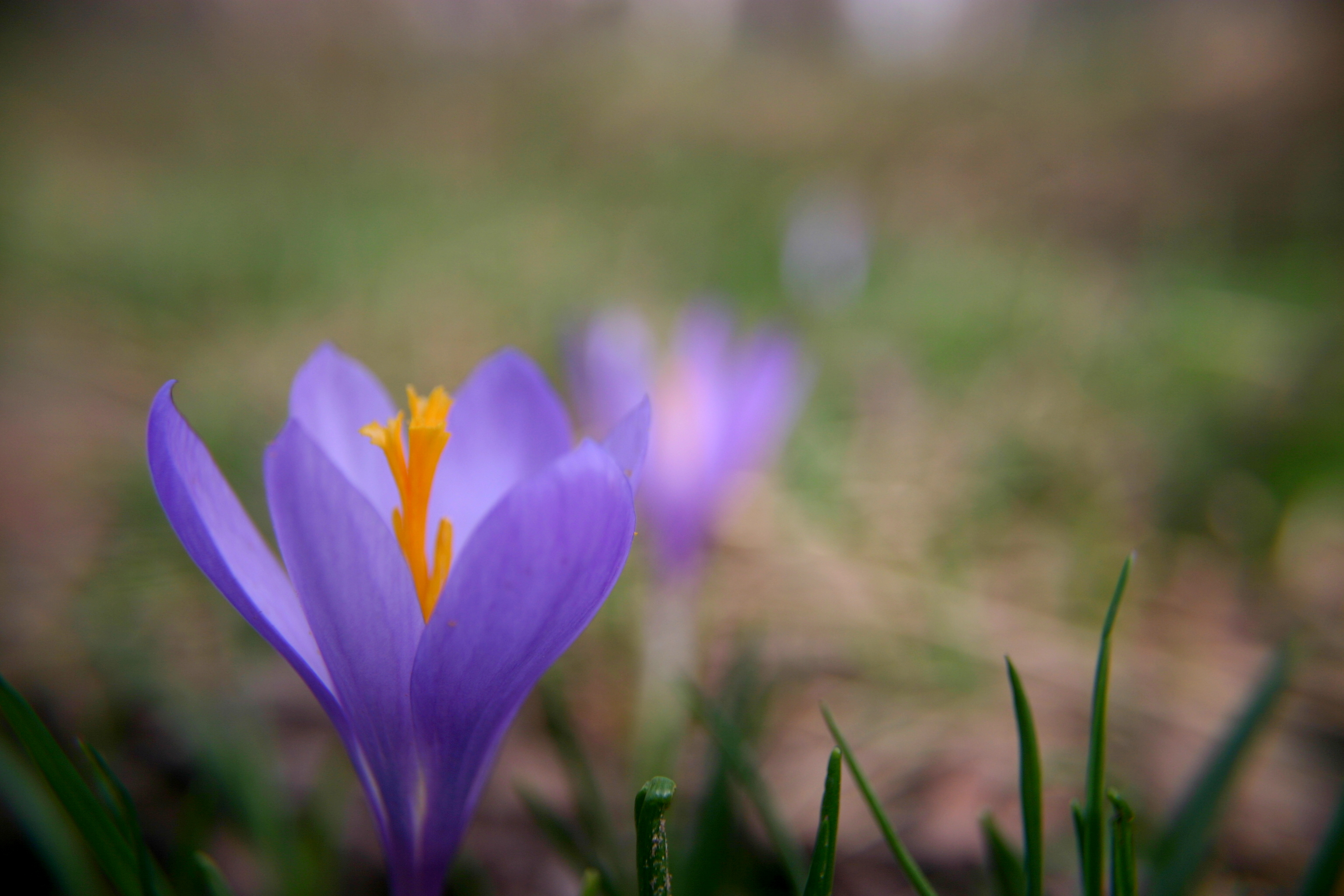
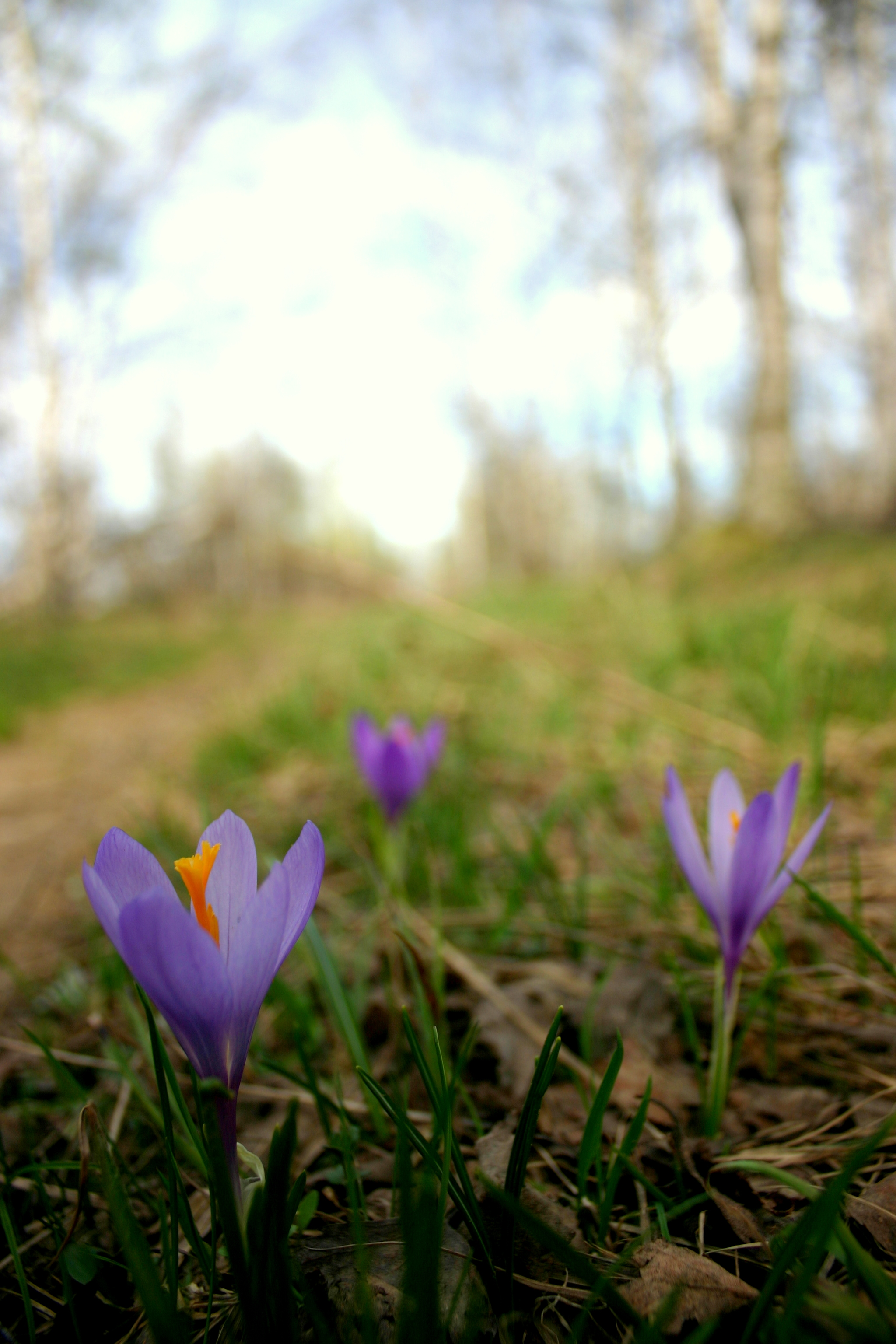
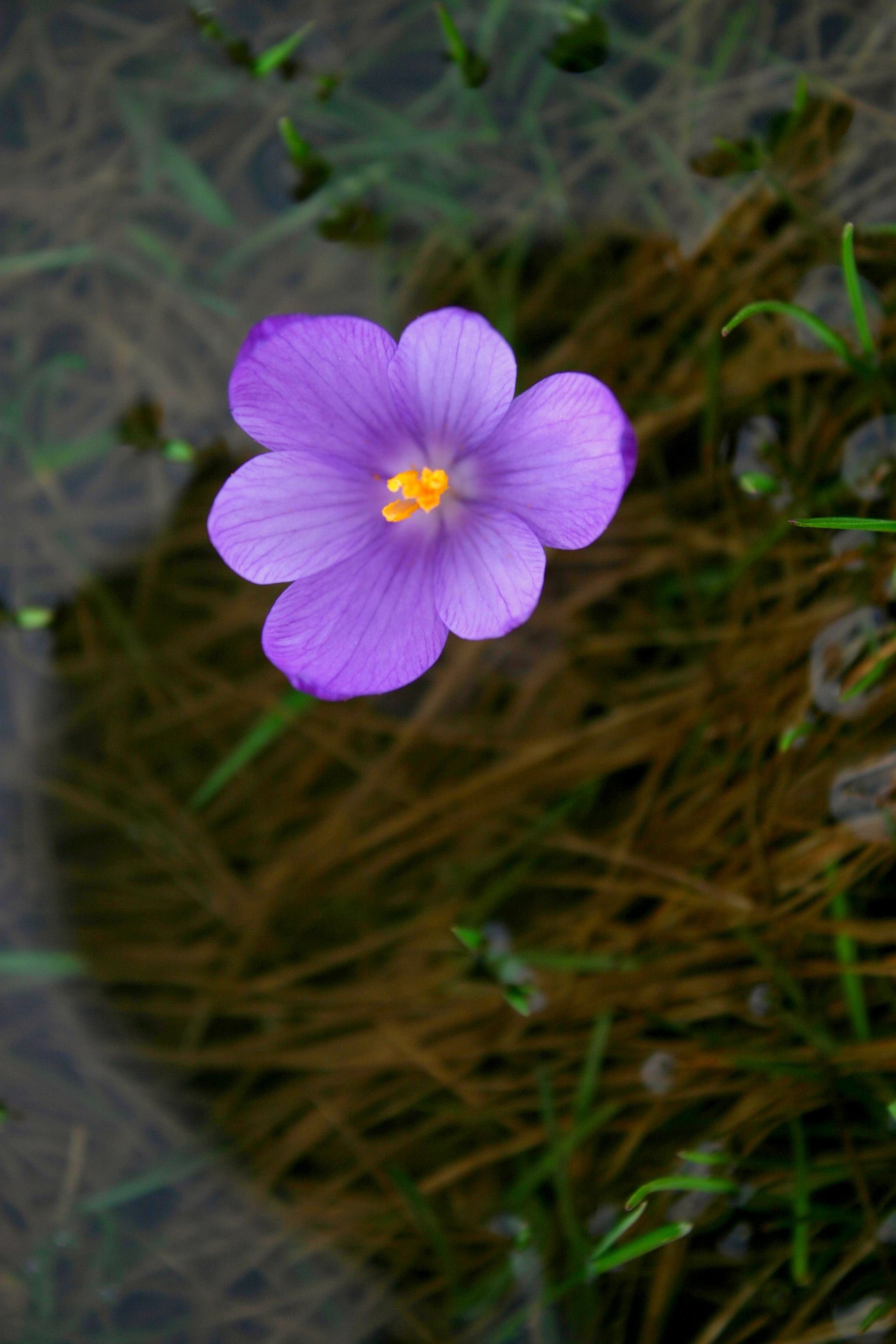
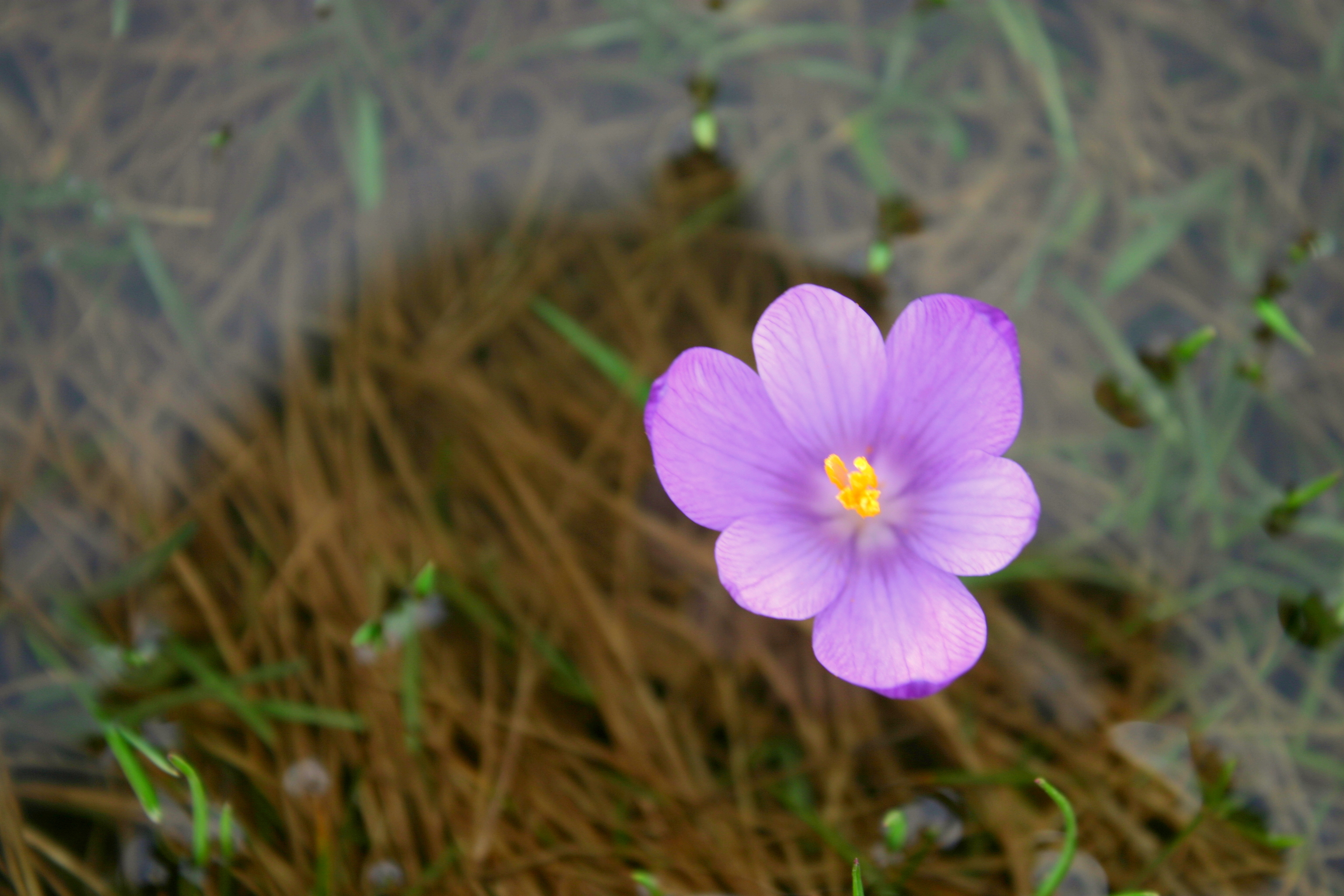